# Reprezentacja Nowej Zelandii na Mistrzostwach Świata w Narciarstwie Klasycznym 2011
Reprezentacja Nowej Zelandii na Mistrzostwach Świata w Narciarstwie Klasycznym 2011 liczyła dwóch sportowców.

## Medale

### Złote medale
Brak

### Srebrne medale
Brak

### Brązowe medale
Brak

## Wyniki

### Biegi narciarskie mężczyzn
Sprint
- Benjamin Koons - odpadł w kwalifikacjach
- Nils Koons - odpadł w kwalifikacjach

Bieg łączony na 30 km
- Benjamin Koons - nie ukończył
- Nils Koons - nie ukończył

Bieg na 15 km
- Benjamin Koons - 68. miejsce
- Nils Koons - 69. miejsce

Sprint drużynowy
- Benjamin Koons, Nils Koons - 20. miejsce

Bieg na 50 km
- Benjamin Koons - 62. miejsce